# Juncus tenageia
Juncus tenageia là một loài thực vật có hoa trong họ Juncaceae. Loài này được Ehrh. ex L.f. mô tả khoa học đầu tiên năm 1781.

## Hình ảnh

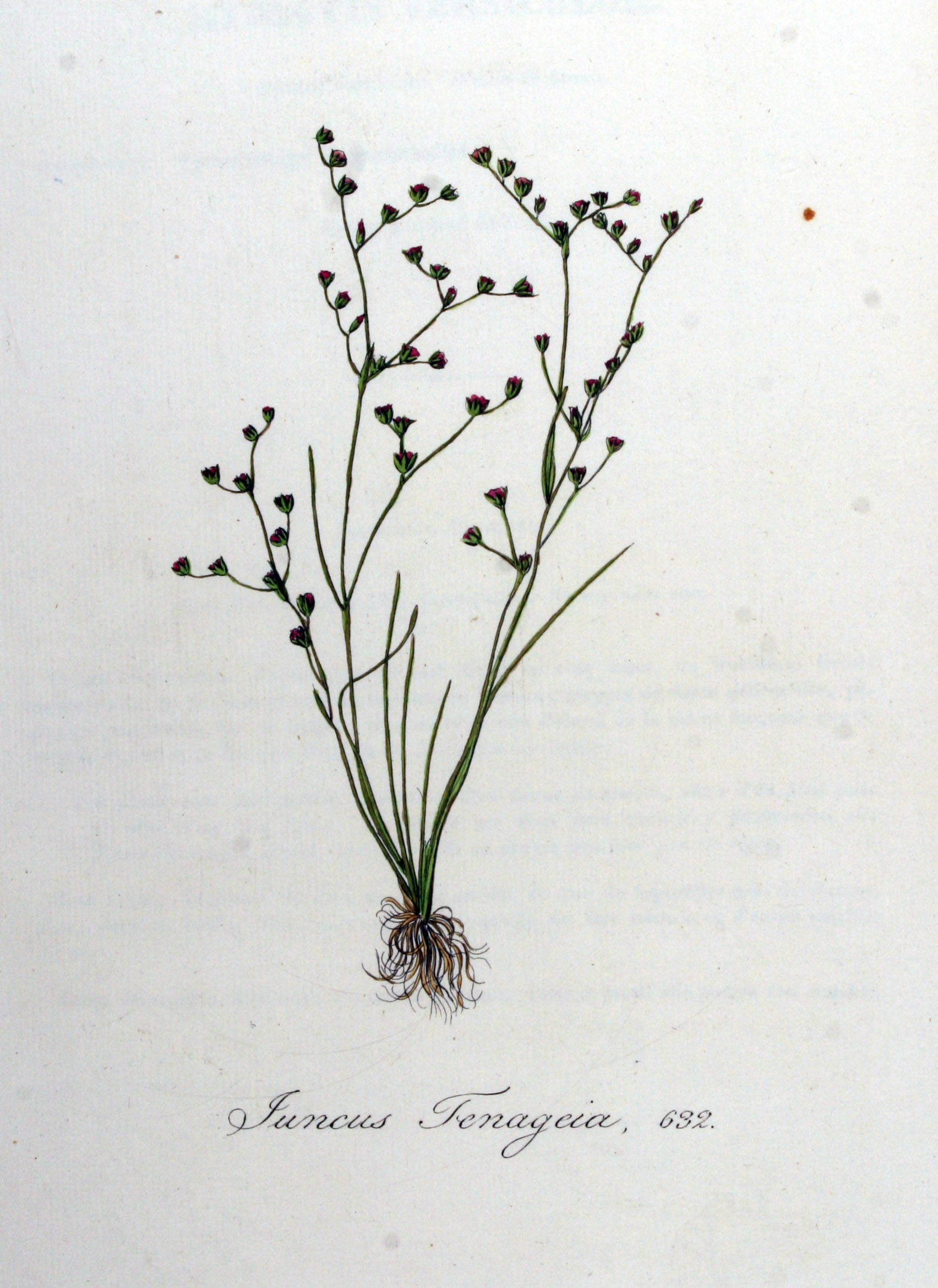